# Krichenbaum József
Krichenbaum József (Nagymaros, 1936. július 26. – Budapest, 2001. augusztus 20.) magyar katolikus pap. A Budapesti Központi Szemináriumban készült a papi hivatására 1954-től. 1959. december 19-én szentelték pappá a Kassai téri templomban (Budapest-Herminamezői Szentlélek Plébániatemplom). A szentelést Dr. Szabó Imre c. püspök, helynök végezte, és zárt ajtók mögött került rá sor. 1960-től 1964-ig kántor Esztergom-Szentgyörgymezőn, majd kápláni szolgálatot teljesít Dejtáron 1964-ban, Tokodon 1965-ban, Püskin 1966-ban. Kihelyezett káplán Mogyorósbányán 1967-től 1969-ig. Kápláni szolgálatot Szécsényben 1969 és 1971, Angyalföldön 1971 és 1972 között végzett. Első plébánosi helye Drégelypalánkon volt 1972-től 1979-ig, majd pedig Kelenföldön 1979. és 2001. között. Kelenföldi beiktatására szeptember 23-án került sor.
Művelt, teológiailag rendkívül képzett, jogban járatos, kiváló képességekkel, karizmatikus jegyekkel megáldott, igen jó gazdasági érzékkel rendelkező pap volt, és emberként egy igen invenciózus, a rögtönzések jelentőségével tisztában lévő, s azzal többnyire jól élő, dinamizmussal teli, képzelőerőben bővelkedő, alapjaiban derűs és humanista életszemléletű, döntéseiben határozott személyiség.
Az ő szolgálata alatt épült 1984 és 1992 között az a "többcélú egyházközségi központ", ami csak Budapest-Kelenföldi Szent Gellért-templom néven ismert. Magyarországon elsőként urnatemetővel, és a keresztút mozaik állomásai között urnafülke sorokkal.
2001. augusztus 20-án életének 65., áldozópapságának 42. évében hosszan tartó betegség után hunyt el. Temetésére augusztus 31-én került sor a kelenföldi Szent Gellért-templomban. Halálát követően a plébánia vezetésére ideiglenesen Musits Antal esperes-plébános kapott megbízást plébániai kormányzóként.

## Egyházi tisztségei
- Főszentszéki bíró 1977-től
- Érseki tanácsos 1980-tól
- Címzetes prépost 1995-től[5]

## Munkássága

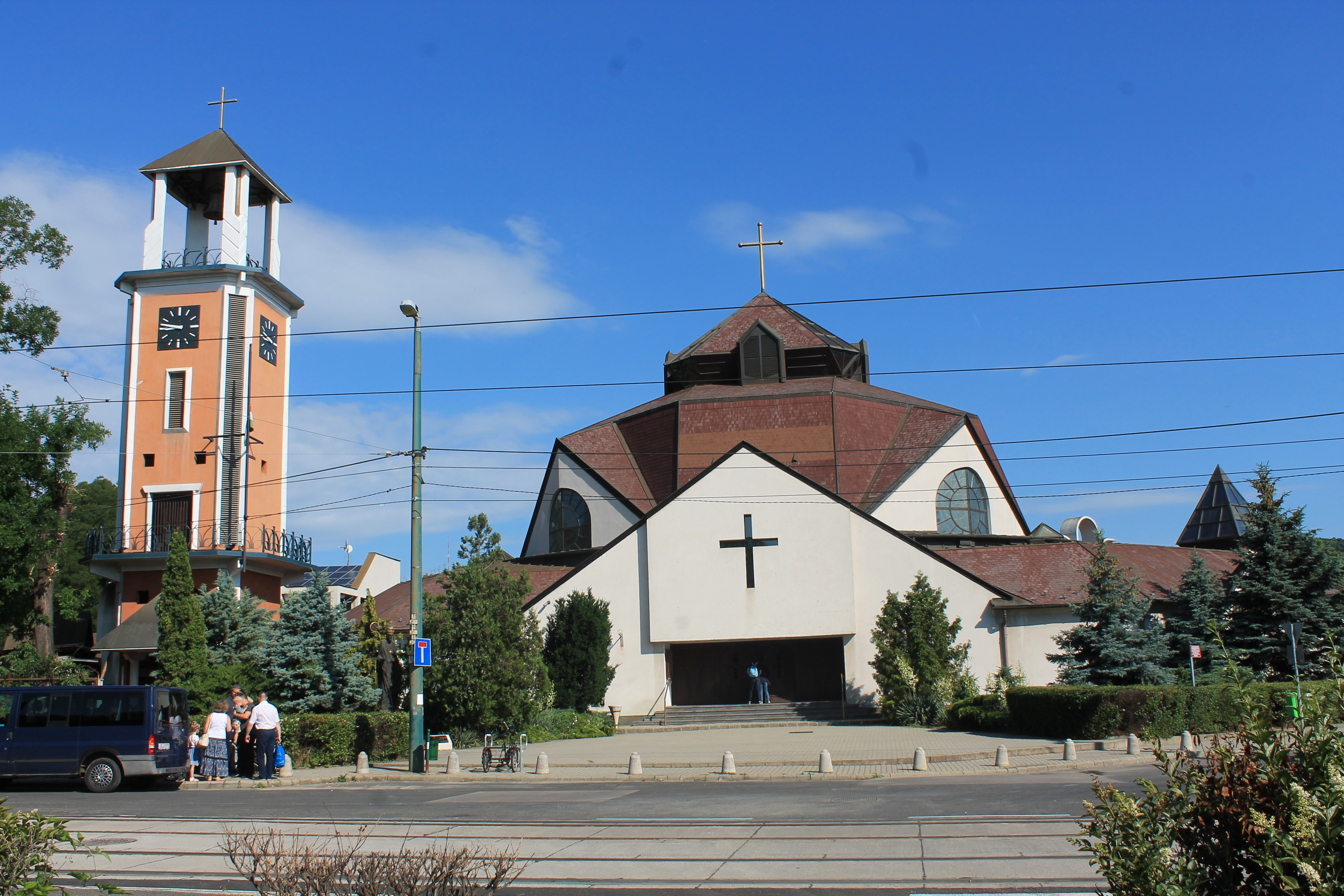
Szent Gellért-templom 2018. június 3-án

Drégelypalánkon 1974-ben megkezdte a templom átfogó felújítását. A villamos vezetékek falba helyezése után új lámpákat szereltek fel. Ezzel megvalósult a templom modern nappali fényt adó belső megvilágítása, később nagy reflektorokkal a külső megvilágítás is.
1979 szeptemberének végén helyezték át Budapestre, az akkor még a XI. kerület, Vasút utca 10. szám alatti plébániára. Budapesti szolgálatának 5. évében, 1984. szeptember 23-án (Szent Gellért búcsúnapján) fél 11-kor Lékai László bíboros jelenlétében az ünnepélyes alapkőletétellel megkezdődött a Bartók Béla úton az új templom építése. Ekkorra már 989 család több mint 2,5 millió forint felajánlást tett. (Akkori áron a teljes költséget 30 millió Ft-ra tervezték.) Az új templomot 1992. december 24-én vette birtokba a plébánia közössége. A templom zárt, belső tere az oldaltermek megnyitásával bővíthető, zsúfoltság nélkül 1500 embert is képes befogadni. Ezt a templomot az urnatemetővel Kiss András Ybl-díjas építész tervezte. 1997-től a templom melletti telken a kolumbárium tovább bővült, amely 2003 őszére készült el, és a Szent-sírról nevezték el. A templomot 2005. november 20-án, Krisztus Király ünnepén Erdő Péter bíboros, prímás szentelte fel.

## Érdekességek

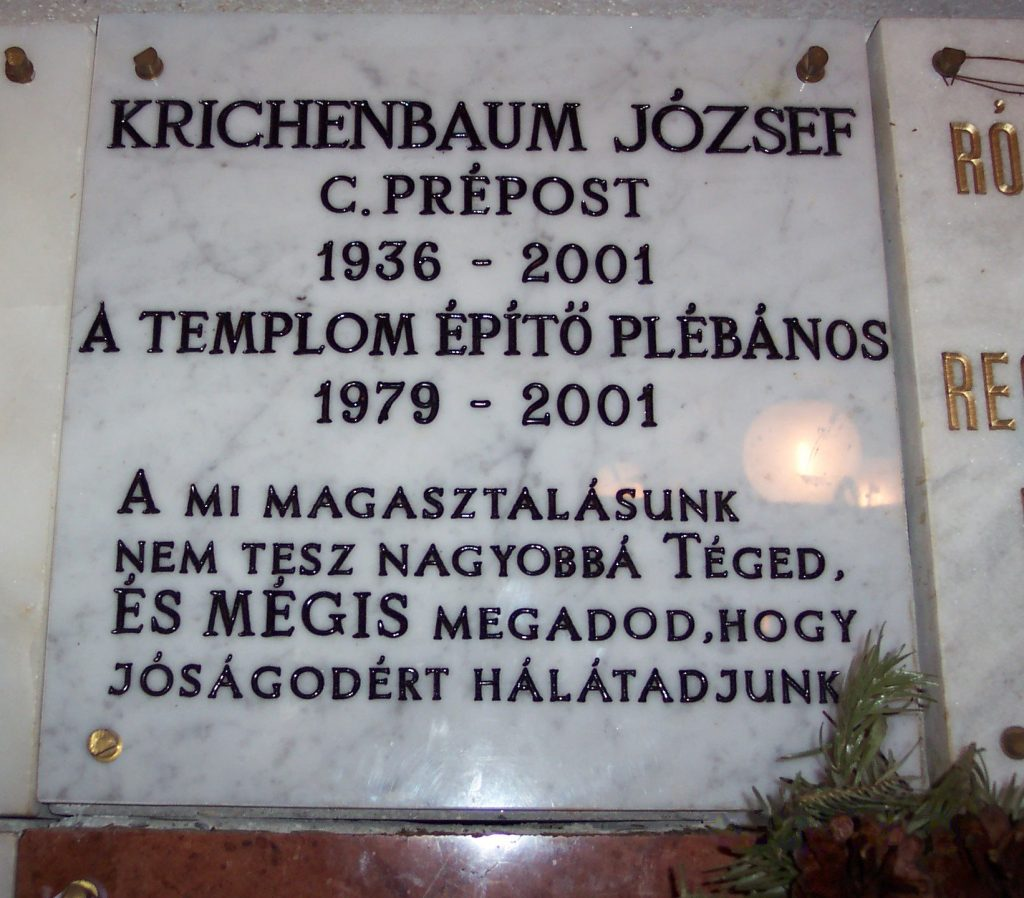
Sírhelye a templom urnatemetőjében

1958. május 19-én egy Opus Pacis – a “békepapok” egyesületének – rendezvényen énekkari szereplést és versszavalást vártak el a kispapoktól, akik ezt nem vettek jónéven. Olyannyira, hogy Krichenbaum József elsőként el is hagyta a termet, "ezzel az énekkart demoralizálta", majd többen követték. Az elöljárók másnap azonnali elbocsátást róttak ki Krichenbaum Józsefre, de mivel a többi kispap saját magára is kérte a büntetés kiterjesztését, inkább megsemmisítették az elbocsátó határozatot.
1959. január 23-án az ötödév első félévi vizsgák után a teljes kispapságnak (az Akadémia és a Szeminárium vezetőivel) közösen kellett volna részt vennie az Újvárosháza dísztermében tartandó békegyűlésen. Többek mellett Krichenbaum József sem ment el a gyűlésre, melynek következménye az lett, hogy kizárták az Akadémiáról és az ország valamennyi teológiájáról és szemináriumából. A kizárás nem tartott sokáig, még februárban visszahívták az intézetbe.
1991. január 2-án leütötték, és a széfben található pénzt és értékeket elvitték. Szerencsére a támadásból gyorsan felépült, de a nyugati kocsira félretett 3000 dollár, 800 márka és 300 kanadai dollár, továbbá a templom építésére adományozott 30 gramm súlyú arany karkötő sohasem került elő.